# Cá khế mõm ngắn
Cá khế mõm ngắn (danh pháp hai phần: Carangoides malabaricus) là một loài cá biển thuộc họ Cá khế. Nó phân bố khắp Ấn Độ Dương và phía tây Thái Bình Dương từ Nam Phi ở phía tây đến Nhật Bản và Úc về phía đông, chúng sinh sống ở những rạn san hô vịnh cát trên thềm lục địa. Cá khế mõm ngắn tương tự như nhiều của những loài khác trong chi Carangoides, với số lượng lược mang và màu xám nâu của lưỡi. Cá khế mõm ngắn là một động vật ăn thịt, ăn một loạt các loài cá nhỏ, cephalopoda và giáp xác. Là loài có tầm quan trọng kinh tế nhỏ trong suốt phạm vi của nó
Cá khế mõm ngắn là một trong 20 loài trong chi Carangoides.
Loài này được miêu tả khoa học lần đầu bởi các nhà ngư học người Đức Marcus Elieser Bloch và Johann Gottlob Schneider trong tập năm 1801 Systema Ichthyologiae iconibus cx illustratum, một cuốn sách phân loài có hiệu lực cho nhiều loài cá. Loài này ban đầu được xuất bản dưới danh pháp Scomber malabaricus, nhưng đã tỏ ra sai và được chuyển sang chi Caranx, và cuối cùng là chi Carangoides bởi Williams và Venkataramani vào năm 1978, và giữ nguyên từ đó. Loài này cũng được miêu tả lại hoàn toàn hai lần trong lịch sử, lần đầu tiên bởi Williams vào năm 1958 dưới cái tên Carangoides rectipinnus, và một lần nữa vào năm 1974 bởi Kotthaus, người đã đặt tên cho loài Carangoides rhomboides. Các danh pháp này được xem là đồng nghĩa theo quy định ICZN và do đó bị bỏ qua.